# ホンダ・ジュノオ
ジュノオ（JUNO）は、本田技研工業がかつて製造販売したスクータータイプのオートバイである。

## 概要

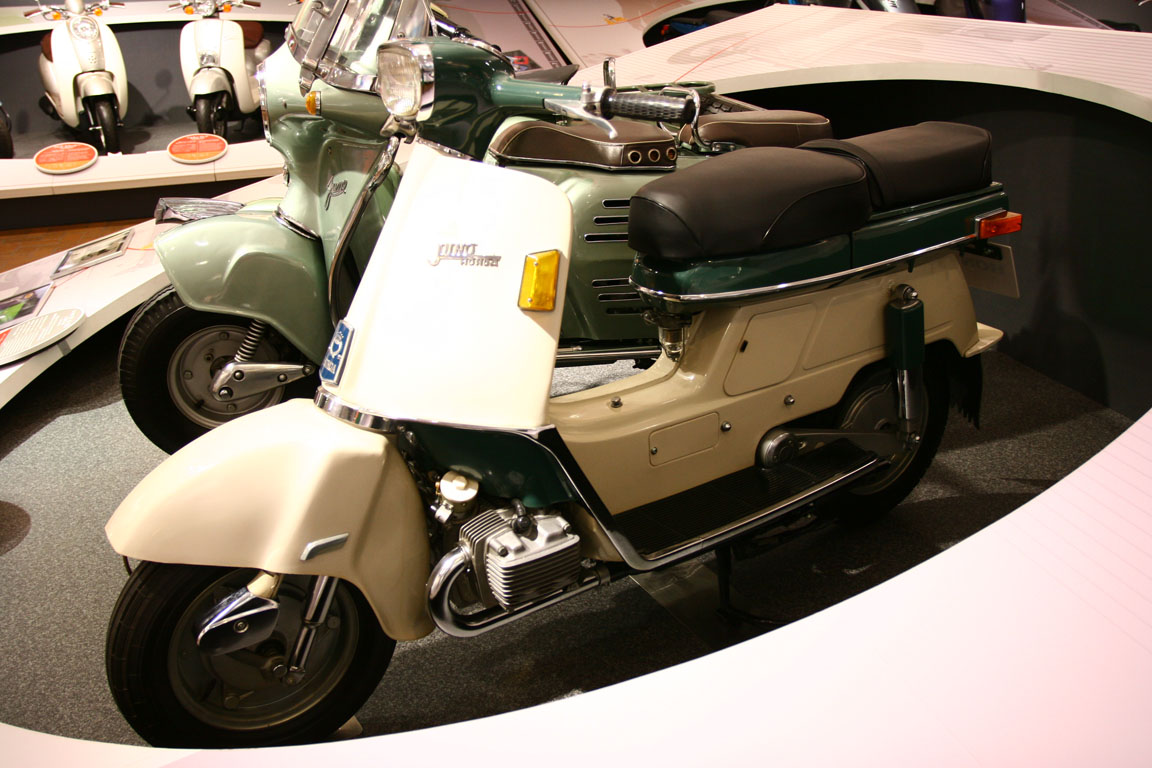
ジュノオM85（前）
ジュノオK（後）

車名は ローマ神話に登場する女神ジュノーに由来する。
第二次世界大戦（大東亜戦争）後の日本国内では、1946年（昭和21年）6月に富士産業（→富士重工→富士重工業→現・SUBARU）がラビットスクーターを、同年8月に中日本重工業（→新三菱重工業→現・三菱重工業）がシルバーピジョンを製造開始。1950年代になると三光工業がジェットで、平野製作所がヒラノで、東昌自動車工業がパンドラで、宮田製作所がミヤペットで、というように大小各社が参入し、スクーターがブームとなった。この動きに対し本田技研工業も参入を決断、1954年（昭和29年）に発売されたのが本モデルである。

## モデル別解説
1954年（昭和29年） - 1955年（昭和30年）に製造販売された初代のKシリーズ、1961年（昭和36年） - 1963年（昭和38年）に製造された2代目のMシリーズが存在する。

### K
1954年（昭和29年）1月発売。

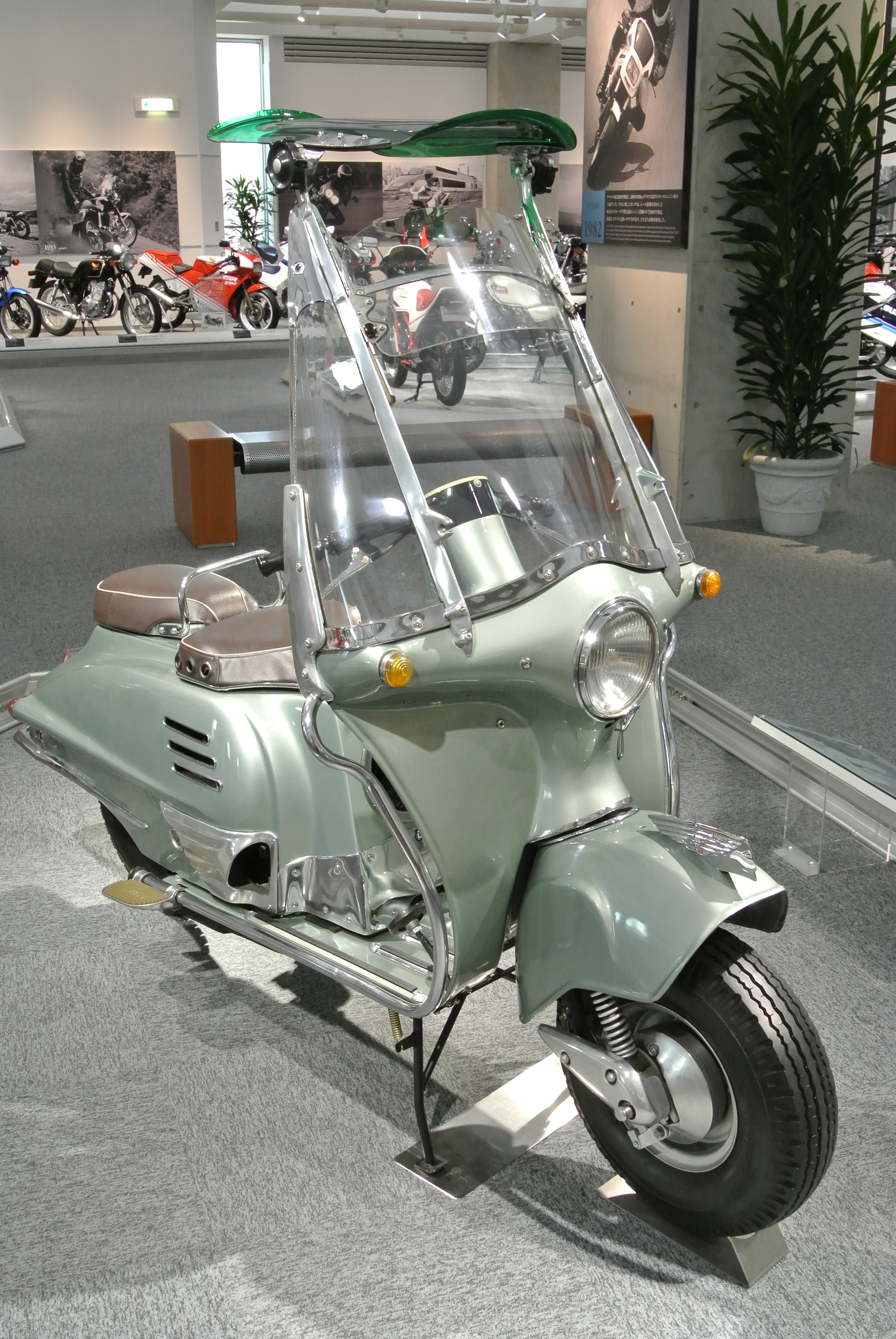
ジュノオK

内径x行程=65.0 x 57.0（mm）・排気量189 ㏄・最高出力7.5 ps/4,800 rpmの強制空冷4ストロークOHV単気筒エンジンを搭載するモデルで、トランスミッションは3段マニュアルとし、始動方式は当時としては珍しいセルフ式とされた。
全長x全幅x全高=2,070 x 800 x 1,025（mm）の車体は、軽量化の観点からボディカウルをFRP製としたほか、全天候型スクーターを目指してアクリル樹脂製大型ウインドシールドを装備しており、上部に収納される雨よけ用ルーフをオプション設定した。
しかし、ライバル車に対して大きめのボディのため取り回しが不利な上に乾燥重量は170 kgと重いことからパワー不足も露呈。そのためシリンダー内径を70 mmに拡大し、排気量を220 ㏄とした上で最高出力9.0 ps/5,500 rpmとしたKAを、さらに装備を簡略化して乾燥重量を195 kgから160 kgまで落としたKBを追加発売したが、1955年（昭和30年）に総販売台数5,856台で生産を終了した。

### M

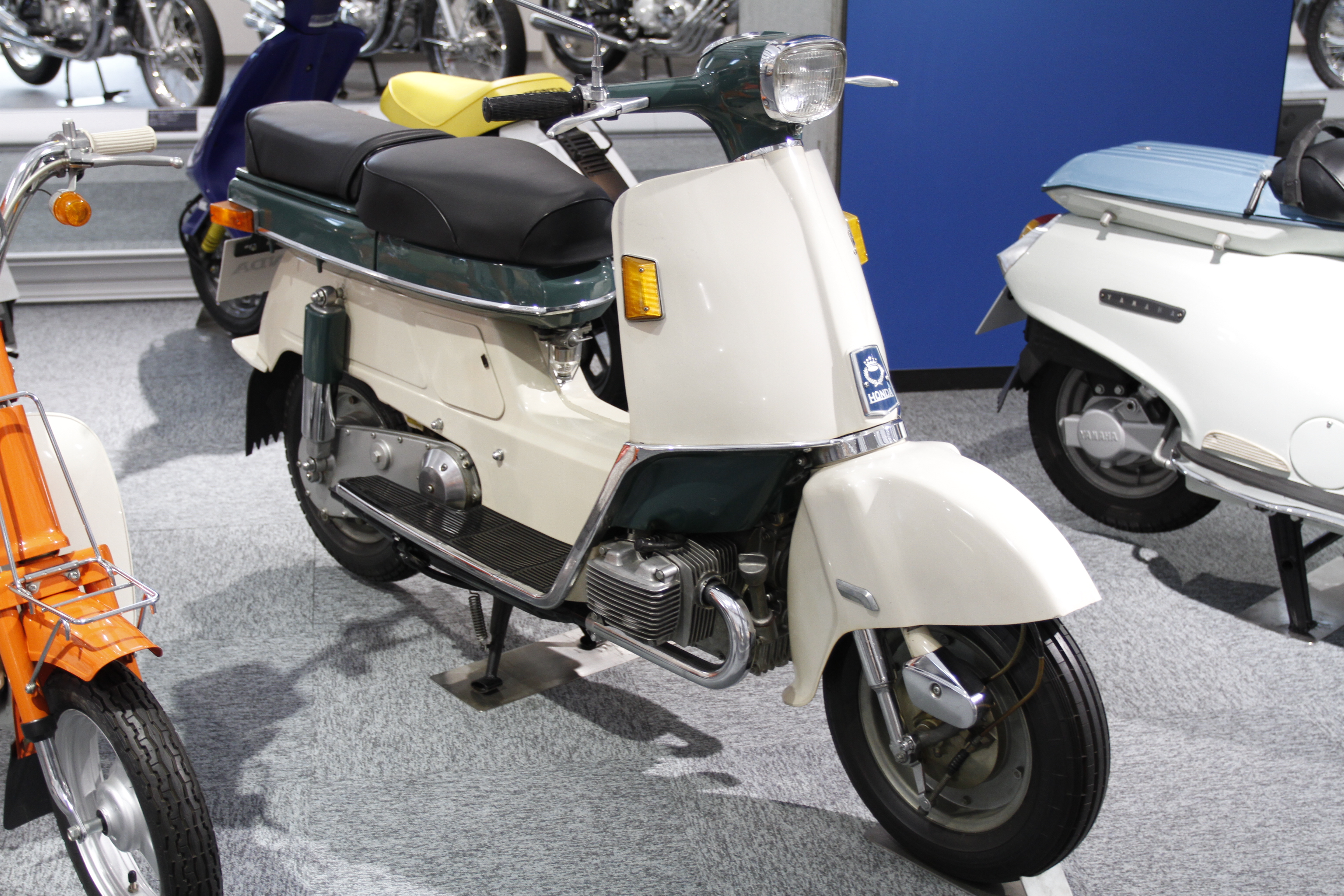
ジュノオM85

1961年（昭和36年）のスクーター製造販売再開に際し、車名も復刻させたシリーズである。本シリーズでは以下の2モデルが製造販売された。
M80
1961年（昭和36年）11月発売。
- 内径 x 行程=43.0 x 43.0（mm）・排気量124 ㏄・最高出力11 ps/9,000 rpm・空冷4ストロークOHV水平対向2気筒エンジン・バダリーニ式油圧作動無段変速機HRD[注 3]搭載
- 全長 x 全幅 x 全高=1,810 x 665 x 1,030（mm）・乾燥重量146 kg

M85
1962年（昭和37年）6月発売。
- 内径x行程=50.0 x 43.0（mm）・排気量169 ㏄・最高出力12 ps/9,000 rpm・最大トルク1.34 kg-m/5,700 rpm・空冷4ストロークOHV水平対向2気筒エンジン・バダリーニ式前進手動無段変速機搭載
- 全長 x 全幅 x 全高=1,820 x 665 x 1,030（mm）・乾燥重量157 kg

本シリーズ共通の特徴は、前輪直後に縦置きした水平対向2気筒エンジンにあり、シリンダーヘッドにはタペットクリアランスを油圧で自動調整するハイドロリック・ギャップアジャスターのほか、12ボルト電装・電磁ポンプによる燃料供給・スイングアームを兼ねたオイルバス式チェーンケース・ハンドルロック付イグニッションスイッチなどを標準装備した。
1964年（昭和39年）に総販売台数5,880台で生産終了。

## 評価
K・Mの両シリーズとも当時としては先進的な試みを導入した豪華スクーターであったが、冷却不良・重量過大・高価な販売価格などの問題を抱えた売上不振により早期で生産終了となり、創生期の本田技研工業にとって経営的な苦境に立たされる原因を作ったモデルとされた。当時、国内シェア1位のトーハツの社長は、ホンダが経営危機を迎えた原因の一つに「ジュノオの製作上の誤り」を取りあげている。
このため同社による本モデル以降のスクーター生産は、1980年（昭和55年）に2ストロークエンジン搭載のタクトまで17年、4ストロークエンジン搭載モデルは1982年（昭和57年）のスペイシーで再開するまで19年の歳月を要した。しかし本シリーズで得たノウハウやコンセプトは、以下のモデルに継承された。
- FRPによるボディ[注 5]：1958年（昭和33年） スーパーカブC100
- 屋根付き全天候型スクーター：1993年（平成5年） ジャイロ キャノピー/1994年（平成6年） キャビーナ
- 油圧式無段変速機：2008年（平成20年） DN-01[注 7]